# 陸卬
陸卬（510年代—560年代），字雲駒，河南郡洛阳县（今河南省洛阳市东）人，南北朝東魏及北齊官員。
陸卬是平原简王陆丽玄孙，钜鹿郡公陆叡的曾孙，淮阳男陆希道孫子，父母是濮陽王陸子彰和北魏上庸公主元氏。陸卬年少機智聰穎，好學不倦，博覽群書，通曉五經，文材為河間人邢邵欣賞。邢邵和陸卬的父親陸子彰交遊時對他說：「你老年得子，想別人記載你的事嗎？」證明陸卬的名譽為當時儒人推崇。陸卬由員外散騎侍郎起家，歷任高澄大將軍主簿、中書舍人、兼中書侍郎，以本官兼任太子洗馬。自南梁和東魏通和，時有交聘，陸卬都會兼任官員迎接。皇帝在場的宴會，他都會先行賦詩，雖然未必完美，但以快速創作為譽。之後他除授中書侍郎，負責修國史，到父親去世時辭職服喪，喪事完成後復任本官。當時高澄鎮守鄴城，就嘉許他的孝行，親自到臨勉慰。
天保初年，常山王高演推薦陸卬才幹，文宣帝高洋親自授任給事黃門侍郎，遷官吏部郎中。上洛王高思宗擔任清都尹，授予邑中正，食貝丘縣幹。到母親去世，他因哀傷而憔悴，幾乎不能治喪，病重時，昏迷卧床，又感染風疾。五弟陸摶患病臨終前，對兄弟說：「大哥（陸卬）衰病至此，個性慈愛，我死的那天要是讓大哥知道，他一定哭不成聲。」陸摶下葬時，其家人才告訴陸卬弟弟的死訊。陸卬的知後十分悲痛，一大哭而逝世，虛歲四十八。陸卬在朝廷謹慎嚴謹，不說是非，不誇耀自己長處，言論清晰有遠見，懂得辨識人無優劣，朝野對其逝世甚感可惜。贈官衛將軍、青州刺史，諡曰文。他編寫文章十四卷通行於世，北齊郊廟歌曲，多由他制定。子陸乂嗣爵始平侯。

## 延伸阅读
[在维基数据编辑]
 《北齊書/卷35》，出自李百药《北齊書》